# Camille Danguillaume
Camille Danguillaume (Châteaulin, 4 de juny de 1919 - Arpajon, 26 de juny de 1950) va ser un ciclista francès que fou professional entre 1942 i 1950. Excel·lent rodador, els seus principals èxits foren la victòria a la Lieja-Bastogne-Lieja (1949) i el Critèrium Internacional (1946 i 1948). Va morir el 1950, fruit de les ferides sofertes en una caiguda produïda durant el Campionat de França, a Montlhéry.

## Palmarès
- 1942
  - 1r del Circuit de Bourbonnais
- 1943
  - 1r de la Ronde dels Mosqueters
- 1944
  - 1r del Gran Premi Europa
- 1948
  - 1r del Critèrium Nacional
- 1949
  - 1r de la Lieja-Bastogne-Lieja
  - 1r del Gran Premi dels Aliats
  - 1r de la Zuric-Lausana
  - 1r de la Copa Marcel Vergeat St-Etienne

### Resultats al Tour de França
- 1947. Abandona (3a etapa)
- 1948. Abandona (10a etapa)
- 1949. Abandona (10a etapa)